# Joseph Marchand (Radsportler)
Joseph Marchand (* 18. Juni 1892 in Jemeppe-sur-Sambre; † 18. Januar 1935 ebenda) war ein belgischer Radrennfahrer und nationaler Meister im Radsport.

## Sportliche Laufbahn
Marchand wurde 1920 nationaler Meister im Straßenrennen der Unabhängigen vor Albert Jordens. 1922 wechselte er zu den Berufsfahrern, ohne einen festen Vertrag in einem Radsportteam zu erhalten. 1922 fuhr er die Tour de France, die er als 23. in Paris beendete. 1923 und 1925 startete er erneut in der Tour, schied aber jeweils vorzeitig aus. Er blieb bis 1926 im Radsport aktiv.